# 評台
《評台》（英語：Pen Toy）是香港的一個網上媒體，於2012年成立，是明報、亞洲周刊、明報周刊等的母公司，世界華文媒體有限公司屬下的網上媒體，以近似合作社或加盟店的方式營運，本身並不產出內容，以此省下成本，嘗試向作者發放稿費。2018年7月31日，該網首頁貼出通告，指由於資源整合，由2018年9月1日停止運作。

## 名字來源
評台的英名文是PenToy，顧名思義，是以筆玩文，希望透過一種可持續的經營方式，為香港整理一些想法，也主持一些不同意見之間的交鋒，詳細分析社會上的不同議題，為社會留下公共理性的基礎。

## 內容
政治、社經、親子．教育、兩岸．國際及本土．生活．文化

## 版權規定
《評台》對於一般網民轉載個別文章不會追究，但商業使用或有規模的轉載，需要先取得作者或網站同意。透過不同的合作計劃，《評台》容許作者選擇授予獨家轉載或非獨家轉載文章的權利
雖然《評台》並不希望網站文章被有規模地全文轉載，但出容許任何媒體或網站轉載任何文章的首段(以250字為限)，並貼上文章連結。